# Icius insolitus
Icius insolitus là một loài nhện trong họ Salticidae.
Loài này thuộc chi Icius. Icius insolitus được Alicata & Cantarella miêu tả năm 1994.